# DAYS (漫画)
『DAYS』（デイズ）は、安田剛士による日本の漫画。『週刊少年マガジン』（講談社）にて2013年21・22合併号から2021年8号まで連載され、2021年28号から35号まで『DAYS -fragment-』（デイズ フラグメント）が短期集中連載された。
自転車ロードレースや陸上競技を題材とした連載経験のある安田剛士によるサッカー漫画。サッカー名門校に入部した初心者の主人公が、そこで得たチームメイトに仲間と認められ、成長していく姿が描かれている。
単行本の帯には1巻では野球漫画『ダイヤのA』の作者である寺嶋裕二、2巻ではバスケットボール漫画『あひるの空』の作者である日向武史から推薦文が寄せられた。
2015年、第39回講談社漫画賞・少年部門にノミネート、第40回講談社漫画賞・少年部門受賞。2021年6月時点で累計発行部数は1300万部を突破している。
2016年1月にテレビアニメ化が発表され、同年7月から12月まで放送された。
また、青い鳥文庫から、2017年3月10日、ノベライズ『DAYS　1出会い』(石崎洋司 著)が出版された。

## ストーリー
中学校ではいじめられっ子だった柄本つくしは、高校入学前に同い年のサッカーの天才・風間陣と偶然知り合い、フットサルの誘いを受ける。フットサルの試合に出場した柄本は、下手なりに必死に走ってゴールを奪う。その後風間も柄本と同じ聖蹟高校の生徒だったことが分かり、サッカー初心者の柄本がサッカー名門高校でチームメイトと共に成長していく。

## 登場人物
声の項はテレビアニメ版の声優。

### 主要人物
柄本 つくし（つかもと つくし）
声 - 吉永拓斗
本作の主人公。FW、1年生。背番号17。誕生日は12月28日。血液型A型。身長156センチメートル。体重49キログラム。利き足は右足。出身地は東京都。特技はプリンをきれいにプッチンできること。好きなものは牛乳とプリンで、嫌いなものは人ごみ。好きな言葉は「整理整頓」。家族構成は母のみ。尊敬する人物は両親。得意なプレーはがむしゃらに走ること。
父親を幼いころに亡くし、車椅子生活だが気丈に児童センターで働く母親との母子家庭で育つ。そのため人一倍母親思いで、母親の近くを離れたくないという思いからサッカー部入部を諦めかけたが母親に背中を押され入部を決める。　
サッカーはまったくの初心者で運動神経も良くないが名門高校のチームメイトを驚かせるほどの忍耐力、向上心を持つ。不器用ながらも何事にも一生懸命に取り組み、その姿勢はチームメイトにも影響をおよぼす。
得意プレーは、自分を犠牲にしてチームに献身するプレイスタイルに、ディフェンスを外す動きとセカンドボールを拾うこと。ディフェンスを外す動きは、臼井との練習からヒントを得て体得する。トラップの技術に関しては浦から元から良いと評価されている。シュート力の無さを弱点としていたが、選手権の桜木戦の前の特訓で、シュート力が増した。
選手権全国大会では、ボールスティーラーとしての開花を遂げ、聖蹟の勝利に貢献する。ただし、個人技は未だに苦手なため、生方からの助言(手紙)により、「ボールを持ったらすぐにはたく(味方にパス)」を守る。
現時点で主将を務める水樹から2年後のキャプテンと言われており、臼井も試合中、その背中に未来のキャプテンのイメージを重ねている。選手権の桜木戦では途中交代した水樹に代わってキャプテンマークをつけて、キャプテンとなり、試合中に叱咤されたり、つくしのフォローをしている光景を見ていた他校の選手からは、1番弱くて頼りなくても誰もが支えたいと思う人物ならチームはまとまり、チームメイトに支えられて存在するキャプテンもいることから、こういうキャプテン像もあるのかもしれないと言われている。
風間からは、どこか梁山高校の加藤に似ていると言われ、さらによく走るプレースタイルから、一部に「リトル加藤」と呼ばれる。ただし、つくし本人は「身体を張ってチームを守り続ける加藤さんと自分だけ逃げようとした僕とでは似ているなんてとんでもない」と思っている。
褒められ慣れておらず、褒められると困った顔をして照れる。
聖蹟での練習のオーバーワークによって足を痛めており、選手権後にはサッカー部を辞めるつもりであったが、周りからの言葉もあってそれを翻し、選手権後は週1で、走り方の矯正を始めている。
風間 陣（かざま じん）
声 - 松岡禎丞
身長172センチメートル。体重61キログラム。血液型B型。誕生日は9月20日。出身地は神奈川県。特技はけん玉。
本作のもう一人の主人公。聖蹟高校1年生。主なポジションはフォワード。背番号9。サッカーの天才。ファストフード店で柄本が不良に絡まれていたのを助けたことから柄本をサッカーに誘う。
飄々とした性格で、皆の前では努力する姿を見せないが、早朝に自主練をしているのを柄本に見られたことがある。1年生ながら周りからは個人技なら聖蹟1と言われており、選手権で風間のプレイを見た平からは「十傑に匹敵する」とまで言わしめる程。
中学のころ監督に反抗したことにより中学校での最後の大会は出場できなかった。
「ブルース・リー仕込みのヌンチャク術」という名の顔面パンチを繰り出したことがある。様々な方面に知り合いが多い。
頭は良く、夏休み前の期末試験では全教科満点を取っている。
家庭環境が複雑であり、母親とは別居している。
後述の青函の火村とは鹿児島合宿中にサウナ対決 をするなど、互いにライバル視している。

### 聖蹟高校
作中では東京都に存在する私立高校。アニメでの最寄駅は聖蹟桜ヶ丘駅となっている。アニメではミズノ製ユニホームを着用する。基本フォーメーションは、4-2-1-3の攻撃的なサッカーが持ち味であり、試合中でも対戦相手や作戦や状況に応じてフォーメーションを自在に変化させる。その変幻自在なフォーメーションの変化は「カメレオン」と例えられ、「ここまでシステムに縛られないチームは他にはいない」と言われるほど。誰もが主役になれて脇役になれるチームだと言われている。加藤は聖蹟の根底にあるのは『優しさ』だと語っている。
水樹 寿人（みずき ひさひと）
声 - 浪川大輔
FW、3年生。聖蹟高校サッカー部キャプテンでチームの大黒柱。背番号7。誕生日は2月11日。身長176cm。体重66kg。血液型B型。利き足は右足。出身地は東京都。特技は相撲とマークシートのテスト。好きなものはグミと焼きそばで、嫌いなものは細く長いもの。好きな言葉は「雑草という草はない」。家族構成は父、母。尊敬する人物は初代・貴ノ花。得意なプレーは足の親指の付け根に引っかけたインステップシュート。一般で入学したサッカー初心者だったが並々ならぬ努力で怪物と呼ばれるほどの最強選手になった。
口数こそ少ないが人望や信頼度は非常に高く、グラウンドの内外でチームの核。本人はいたって生真面目だが擬音で会話したり言葉の意味を間違えて覚えていたりするなど天然ボケ気味であり、常に笑いの神にも愛されている。大柴の奇天烈な行動を見るとその発想を新しいと感じ、自身も一緒にやり君下などに突っ込まれたりする。選手権でのヒーローインタビューの際にはまともに喋り、灰原や速瀬らを驚かせた。臼井曰く「本番には強い」。学業面では赤点を出すなどしているが、プロへの入団が確定しているため、合宿への参加などが許されている。
同じく未経験者ながら部に入ったつくしの事を気に入っており、中澤につくしを2年後のキャプテンだと説明しており、インターハイ準決勝では途中出場途中交代となったつくしをかばい、インターハイ決勝の桜木戦ではつくしに「伝えたいことがある」と話し、負傷明けにも関わらず前半から全力で飛ばした。選手権での桜木戦では後述の足の怪我が再発したことで、途中交代した時にはキャプテンをつくしに託して、キャプテンマークをつけたつくしを見て「やはりあいつにはキャプテンマークが似合う」と言っている。
入学当初は、相撲部に入部しようとしていたが、聖蹟高校には相撲部は無かった。当時同じクラスで前の席にいた真中壮太郎に誘われ、サッカー部に即決で入部。真中は怪我(剥離骨折)がきっかけで退部してしまい、2年、3年と別のクラスが離れてしまったこともあり接点が無くなる。3年の時に、真中が水樹のクラスを訪れた際、サッカー部に誘ってくれた真中に対し感謝の気持ちを伝えた。
君下とのコンビネーションはツートップ/ツーシャドウで威力を発揮する。青函の平からも評価されており、対抗試合では逆に口数の少なさから平に揺さぶられた君下に誤解され危機に陥った。
合宿中に風呂場で転び全治4ヶ月の足を怪我しており、インターハイの地区予選はメンバーに入っていなかった。
東京最強との呼び声も高く、プロサッカークラブの鹿島への入団が決まっている。東京ビッグ3および十傑の一人。
身体はそれほど大きくはないが、超人的な身体能力を持ち、大型DFにも当たり負けしない強さを持っている。重戦車のようなパワープレーが特徴的な点取り屋で、スピード溢れる動物的な勘で動くことが多く、ゴールへの嗅覚に優れている。強烈なシュートも最大の武器の一つで、保科からは「大砲」と評される。普通に放ったシュートが無回転シュートになった事もあり、無回転シュートは本人も「なんだそれは」驚きを見せていた。試合終了間際に必ず決定的な仕事をし、ほとんどの試合で後半の方が明らかに動きが良くなる。アジャストするまでに時間がかかることと、試合終了間際まで維持できるスタミナと精神力が要因とされている。ただしサッカー歴は非常に浅いため、戦術理解度は未だ低く、トラップミスやパスの精度に安定度を欠くなど経験不足なプレーも目立つ。
周囲から一目置かれる存在になっても、立ち止まることなく成長を続けており、試合中にも急激な成長を見せる。また、チームメイトが良いプレーをすると「後で教えて」と言ったり、敵の技ですら自分のものにしたりと、自身の成長に関しては貪欲な姿勢が見られる。
守備も苦手ながら梁山戦では、碇屋とのマッチアップにほとんど手も足も出ない状態だったが、それでも食らい付いた挙句突如覚醒、碇屋からは「こっち※の住人(※碇屋の見ている深層心理における荒野の景色)」と驚かれながらも歓迎を受ける。
水樹と碇屋は、選手権中のニュースで特集を組まれており、女性ファンから握手を求められたり、宿泊しているホテルの外にも大勢のファンが詰めかけていたりと、ちょっとした時の人となった。
好きな女性のタイプは「巨乳」。
君下 敦（きみした あつし）
声 - 小野大輔
身長173センチメートル。体重63キログラム。血液型AB型。誕生日は4月16日。出身地は東京都。特技は因数分解。怒りマークがトレードマーク。
好きなものはモノレールで、苦手なものはマトリョーシカ。好きな言葉は「金は天下の回りもの」。
2年生。主なポジションはトップ下。背番号10。
実家はスポーツショップを営んでいるが超貧乏。成績は学年トップ。
「道具を大事にしない奴は死ね」等厳しい面があり、柄本にもパスを出さないと言うが、柄本のスパイクを良いスパイクだと言って修繕する等、優しい一面がある。恋愛に興味がなく、くだらないと思っている。大柴とは犬猿の仲で試合中でも何かとケンカを始める。口癖は「たわけ」。
水樹とのツートップ/ツーシャドウは特筆すべきコンビネーションを持ち、それが故に青函の平に「俺ならもっと上手く扱える」と試合前に揺さぶりを受けるまで評価されていて、対抗試合ではそれがために、口数の少ない水樹に対して一時期不信を抱き、聖蹟を危機に陥れた事がある（その後不信は信頼へと変わりチャンスを導いた）。
犬童のようなアイディアも、平のようなフィジカルもないが、右足の精度が高く、プレースキックの技術は誰にも負けず、京王河原戦ではフリーキックのみでハットトリックを達成し、その活躍と精度の高さから、梁山高校は君下のフリーキックを1番警戒する程であった。梁山高校戦で初めて使用したゲーゲンプレスでは、ボールを上げる役割として、ゲーゲンプレスを成立させるためのキーマンの1人となっている。音羽戦では通常とは逆の左足でのフリーキックで十傑の砂山から先制点を獲得し、それを見ていた十傑の相庭と保科は、君下が自分達と同等の領域に入っていると実感した。
大柴 喜一（おおしば きいち）
声 - 宮野真守
身長191センチメートル。体重83キログラム。血液型O型。誕生日は10月10日。出身地は東京都。サッカー歴17年。
特技は熱帯魚の名前を当てること。好きなものはトマトで、嫌いなものはプチトマト。好きな言葉は「一攫千金」。
2年生。ポジションはフォワードとセンターバック。背番号11。
聖蹟一の恵まれた体格とフィジカルを持つ（臼井曰く「潜在能力だけならNO.1」）が、反対に頭脳に恵まれず凄まじいバカで夏休み前の勉強会では九九の復習をしているシーンがある。実家は医者だが本人は『ありえないバカ』なので目指すことは不可能。後に留年が確定し、つくしや風間達とは同級生になることになる。1つ上の姉がいる(姉は学業優秀)。君下とは犬猿の仲で何かとケンカを始める。キャプテンに憧れていて自身がキャプテンに成りたいと思っており、桜木高校戦で怪我の再発によって水樹が交代する際につくしにキャプテンマークを託した時には、水樹の判断に納得したり、面白さからキャプテンマークをつけたつくしを見て笑ったり、つくしをからの命令を聞こうとしたり、我慢しろと言うなど、つくしがキャプテンなのに納得していた他の選手たちを横目に「おかしくなったのか」「集団催眠か」とつくしがキャプテンなのに納得していなかった。
必殺技はヘディングで自身の自慢の一つは額が固く強い事。ヘディングは頭突きとしても機能し、第1期OPはじめ、交替時等につくしに頭突きを食らわせる場面が多い。このヘディング（頭突き）は試合以外でも威力を発揮する。また、何でもないプレーに大仰な自称必殺技名を叫び敵味方を撹乱する。
チームメイトからは陰で「ふてくされ王子」と呼ばれ、走らない、守らない、頑張らない、「ゴールを決めるのがストライカーの仕事」だと言い張って自分本位の態度を改めなかった。しかし、後につくしに指導の言葉をかけ、チームのためにも献身する姿を見せ、客席で見守る姉を驚かせる。前述の通り人間としての知能は皆無だが、サッカーに関しての戦術理解度は悪くなく、サッカーIQは高いと評価されており、後述のゲーゲンプレスを成立させるためのキーマンの1人でもある。また足元の技術も高い。サッカー歴はサッカー部一長いことを自称しており、FW陣の中で高校からサッカーを始めたつくしに対して、細かいポジションなどの指示を出したりしたこともあった。
寝返りを打つ前にボールを蹴り、1歳でドリブルを始め、3歳のときにはボールの上に立った。対一星戦で1つ上の神村に対し、「サッカー歴だけで言えばこのピッチ上で一番お兄さん！」という意味不明な発言をした。
対梁山戦では本格的にセンターバックにポジションチェンジしており会場中を驚かす。この守備的布陣を自ら「O型」および「作戦O柴」と呼んでいる。
臼井 雄太（うすい ゆうた）
声 - 櫻井孝宏
身長175センチメートル。体重64キログラム。血液型A型。誕生日は4月20日。出身地は石川県。彼女断り中。特技はジグソーパズル。空手黒帯でもあり意外と熱い血も併せ持つ。好物はメロンパン。苦手な物は風の強い午後。
3年生。聖蹟高校サッカー部副キャプテン。ポジションはディフェンダー。背番号3。
面倒見が良く、戦術眼に優れる頭脳派。チームの危機を何度も救ってきた守備の要。
料理も出来るために夏休み前の勉強会のときにつくしに「お母さん」と評される。勉強会ではつくしと共にカレーを作った。
副キャプテンになる前は自身がチームの主戦力になろうと周囲を顧みず形振り構わず努力して来た。
本来キャプテンになるはずだったが（中澤は臼井をキャプテンにし、灰原か猪原どちらかを副キャプテンに指名するつもりでいた）、「一番強い者がキャプテン、それを支えるのは一番賢い者」と中澤に提言し（後に水樹の代理でキャプテンになった際、重圧から逃げたかったのかもしれない、俺には重すぎると内心で考えていた）、副キャプテンになった。アメとムチを使いこなし後輩からは畏敬の念を込め鬼軍曹と呼ばれる。２年の鈴木を後継者にするつもりである。
出来る事が多すぎるがゆえに頼りにされすぎ、一星学園との試合では相庭を相手に調子を崩したが、猪原の決死のセーブや中澤の奇策により調子を取り戻し、試合後にはプロからのオファーを受け、後にプロに進む事を選んだ。選んだチームは犬童と同じ札幌。
1年の時からレギュラーとして活躍しており、相手チームの加藤からも梁山高校で即レギュラーになれるのは、聖蹟高校でも臼井だけと言わしめる実力を持つ。
灰原 二郎（はいばら じろう）
声 - 下野紘
身長159センチメートル。体重55キログラム。血液型A型。誕生日は10月13日。出身地は山梨県。
特技はロメロ・スペシャルとエメラルド・フロウジョン。
3年生。ポジションはディフェンダー。背番号2。小柄だが運動量豊富な右サイドバック。
水樹らとは違い、上級生が引退して初めてレギュラーになれた選手であり、猪原からは「自分の実力を信じきれてない」と言われる。しかし、猪原や他校の選手に相当いいSBだと言わせるほど聖蹟のチームにとってなくてはならない唯一無二の存在である。 監督も前への推進力が売りだと述べており、水樹は器用で上手いと言っている。 チビは頭を使わなくてどうするんだと柄本に対して進むべき道を示した1人でもある。聖蹟サッカー内ではつくしと師匠関係にある言われている。試合では自身の言葉通りに、頭を使い、ライン際を得意とし、僅かな空いた隙間から的確なパスを出すことが出来る。自分の出たDVDは最低3回は見て、密かに研究している。本人曰く、そうやってレギュラーを勝ち取ったらしい。 UNOなどのカードゲームが好きで、君下の星柄シャツを欲しがっている。 とても後輩思いで、自分の交代の時は周りの後輩を気遣って声をかける。 似ていないイケメンの双子の弟がおり、頼れる兄として慕われている。猪原は、弟達に灰原は全部員から尊敬される聖蹟の宝だと言っていた。 以前白鳥が鍛え直しのために、灰原の練習に参加したが、レベルの違うトレーニングで白鳥はヨレヨレになっていた。 小さいことに文句を垂れるようなことはせず、努力を欠かさない。持久走では全部員の中で1番のタイムを出している。 無邪気に笑うことが多く、自由人でとても良いムードメーカーであり、試合では冷静さも備えている。
猪原 進（いのはら すすむ）
声 - 安元洋貴
GK、3年生。背番号1。誕生日は4月12日。血液型A型。身長187センチメートル。体重87キログラム。出身地は静岡県。特技は編み物。好きなものは猫で、嫌いなものはオバケ。好きな言葉は「フットボールはシンプルだ。俺が点を取られなければ負けない」。大柄で強面。チームの守護神。
口下手なせいでコミュニケーションに問題があったが、臼井の尽力で仲間の信頼を得た。
その恩を強く感じており、臼井が相庭を相手に調子を崩した際は、臼井が調子を取り戻すまで10分近く一人でゴールを守り続け、怪我を覚悟で決定的なピンチを防いだ。
プレーは地味だが徹底して基本に忠実、チームのために体を張ってゴールを守る。亜土夢のプレースタイルを評価する一方、自分には真似できないという。自分からは積極的に仕掛けることが無く、どんな状況でも常に冷静にブレることの無いプレイスタイルは、梁山の加藤や中野に砂山からも評価されている。
サッカー部入部当初、体格には恵まれていたものの練習にすらついていけない程であったが、努力を積み重ねることで聖蹟の正レギュラーまで上り詰めた。
同じポジションの今帰仁の事を気にかけており、直接的なことは言わないがアドバイスを送ることがある。2人とも口数が少ないため仲が悪いように思われたが、お互いのユニフォームを洗うなど、仲が良いと思われる。
全国大会では、優勝が表のテーマだが、残りの数試合で自身の全てを今帰仁に伝えるという裏テーマがあり、それを本人に伝えている。
普段は灰原と一緒にいることが多い。風間からは「イノッチ」と呼ばれている。年の離れた妹がいる。
来須 浩之（くるす ひろゆき）
声 - 吉野裕行
FW、1年生。背番号15。誕生日は2月23日。血液型B型。身長170センチメートル。体重61キログラム。出身地は大分県。特技は早口言葉。好きなものは納豆で、嫌いなものはパソコン。好きな言葉は「少年よ大志を抱け」。サッカー歴13年。
中学時代はクールなプレイヤーと見られており、風間のようなスマートなプレーを目指していた。また、本人は君下のようなパサーだと思っていたが、残念ながらその才能は無く、つくしとのサッカーをきっかけに泥臭いキープ力が持ち味となった。新戸部、白鳥とは中学時代からのチームメイトかつ頭悪い組（一年生三馬鹿トリオ）の一人。
入部当初は足を引っ張るつくしに強く当たっていたが、徐々に認めており、その努力する姿や成長速度に劣等感を感じていた。
田舎の大分に祖父がいるが、来須が練習中に危篤の連絡があり、その後逝去する。その際、祖父の口癖である「後悔の無い1日を生きているか?」という言葉を思い出す。
彼の判定基準では一年マネージャーの生方や小百合のカップサイズでは「小さいおっぱい」らしい。
新戸部 哲也（にとべ てつや）
声 - 石川界人
DF、1年生。背番号4。誕生日は8月1日。血液型A型。身長172センチメートル。体重61キログラム。出身地は東京都。特技はピアノ。好きなものは熟女で、嫌いなものは幼女。好きな言葉は「地獄への道は善意で舗装されている」。外ハネした髪型に、一重に長いまつ毛が特徴。
来須、白鳥とは中学からのチームメイトかつ一年生三馬鹿トリオの一人。上背がないがフィジカルが強く尚且つクレバーであり、臼井からもフィジカルの強さを認められている。また作戦によっては臼井の代わりにDFラインの統率も行なっている。
やや短気で挑発に弱い部分がある。入部後の公式戦では、聖蹟での試合経験の少なさからと、つくしの成長速度に対する焦りから、緊張で早い時間帯から肉離れを起こし、それと同時にレッドカードをもらってしまう。しかし、その後はレギュラーとして成長し、臼井とともにセンターバックとして聖蹟の守備を支える。梁山戦では再び肉離れを起こし途中交代するも、碇屋やマルコを止めたり、オーバーラップで2点目のアシストをするなどの攻守の両面で活躍をした。
闘志を剥き出しにした闘将タイプのプレイスタイルやDFのポジションなどの理由から、3年の灰原や早瀬からはかつてのキャプテンで、臼井とセンターバックとしてコンビを組んでいた伏見に似ていると言われている。
チームメイトからは「ニト」と呼ばれている。
白鳥 直樹（しらとり なおき）
声 - 岡部涼音
FW、1年生。背番号16。誕生日は5月28日。血液型O型。身長170センチメートル。体重60キログラム。出身地は東京都。特技はロンダート。好きなものはベスト・キッドで、嫌いなものはカラス。好きな言葉は「目だけに頼ると真実が見えない」。黒髪を後ろでまとめている。
シュート技術が高い。来須、新戸部とは中学からチームメイトかつ一年生三馬鹿トリオの一人。
今帰仁 翔（なきじん しょう）
声 - 豊永利行
GK、1年生。背番号21。誕生日は5月4日。血液型A型。身長177センチメートル。体重65キログラム。出身地は沖縄県。特技はテトリス。好きなものはブドウで、嫌いなものはお姉ちゃん。好きな言葉は「墨守」。口数は少なく、癖毛と褐色の肌が特徴。
猪原や千手から天才と言われ、生まれ持った運動神経と野生の勘がある。運動神経は1年生では風間に並んでトップクラスだが、プレーはまだ不安定で、猪原に比べると弱々しく感じられる。
1年生のほとんどから「ナッキー」と呼ばれている。家族が多く、年賀状で家族が1人増えた事を知る。
佐藤 栄樹（さとう ひでき）
声 - 小松昌平
MF、2年生。背番号5。誕生日は1月19日。血液型A型。身長174センチメートル。体重63キログラム。出身地は東京都。特技は将棋。好きなものはうどんで、嫌いなものは個性的な名字。好きな言葉は「名は体を表す」。
レギュラーであり、鈴木とダブルボランチを組む。味方のフォローやケアでピッチを走り回り、攻守のバランスを巧みに取るプレイヤー。チームのために、目立つことなく黒子に徹することができる。千手からは鈴木と同様に「聖蹟の心臓」と例えられ、君下や大柴以上の評価がされても不思議ではないと評価している。
鈴木と一緒にいることが多いが、大柴の面倒見役になることも多い。1年のときには、当時孤立していた大柴と昼食をともにしつつ、部活での悪い態度などを改めるよう、部内で他の部員との仲を取り持とうとしていた。いわゆるいいやつ。最初は大柴から名前すら覚えられておらず、「たぶん小林」や「鈴木」と思われていたが、後に大柴にとって数少ない「友達」となる。
誰とでも分け隔てなく仲良くでき、かつ言うべきことは言ってくる人類皆兄弟タイプ。地味で特徴もなく、梁山戦で仲本と対峙した際は、大柴に「モブ対モブ」と言われた。終盤ではラインを割ろうとしていたボールを繋げる活躍をしたが、水樹からは鈴木と間違えられていた。
臼井の後継者として指名された鈴木に対し、速瀬と国母からは卒業後の女子高生との唯一のパイプであり、たまに合コンを開いて欲しいと一方的に言われる。その際に自分の役割について少々疑問を持つ。
鈴木 栄太（すずき えいた）
声 - 寺島惇太
MF、2年生。背番号6。誕生日は11月9日。血液型A型。身長174センチメートル。体重63キログラム。出身地は東京都。特技は囲碁。好きなものは蕎麦で、嫌いなものは個性的な名字。好きな言葉は「名は体を表す」。
レギュラーであり、佐藤とダブルボランチを組む。聖蹟の戦術の幅を広げてくるユーティリティープレイヤーで、GK以外は全ポジションをこなす稀有な存在。フォーメーションによってはセンターバックやトップ下も務める器用な選手。千手からは佐藤同様に「聖蹟の心臓」と例えられ、水口監督からは「彼（鈴木）なしでは、変幻自在なフォーメーションの変化はあり得ない」と言われている。チームを一番フラットに見渡す冷静さを持ち、臼井から自身の後継者に指名される。その際、臼井のトレードマークでもあるビニールテープを直接手渡される。臼井からは試合中の大柴と君下のコントロール方法などを教わっている。
佐藤と一緒にいることが多いが、君下の面倒見役になることも多い。1年の冬に、聖蹟には柔軟性が足りず、オプションの少なさが弱点であることを悟り、自身がユーティリティープレイヤーとなり聖蹟を変えることを誓い、それを実現させている。
パスもドリブルも守備も的確にこなし、状況に左右されず常に最善な方法で冷静にプレーする。梁山の加藤曰く、「柳のような男」「現状、聖蹟で最も過小評価されてる選手」と言っている
先輩の呼び出しに5分で来ないと外周を走るというルールを律義に守っている唯一の部員。
国母 みつる（こくぼ みつる）
声 - 村上裕哉
DF、3年生。背番号14。誕生日は12月10日。血液型O型。出身地は神奈川県。特技はお菓子作り。好きなものは泥パックで、嫌いなものはヘディング練習。好きな言葉は「自信と過信は紙一重」。
三股するなど、女好きな性格（白鳥曰く「相変わらず軽い」）。また、後に四股になっている。
速瀬 隆伸（はやせ たかのぶ）
声 - 濱野大輝
DF、3年生。背番号8。誕生日は11月7日。血液型B型。身長177センチメートル。体重64キログラム。出身地は東京都。特技はマリンスポーツ。好きなものは落ち着いたカフェで、嫌いなものはカラオケ。好きな言葉は「鳴かぬなら鳴かせてみせようホトトギス」。長めの髪を後ろでまとめている。
聖蹟で1番の左利きの高速ドリブラー。主に左サイドバック。水樹欠場時、代わりにポジションに入った。
普段は軽い性格で女好きだが、サッカーになると真剣になる。意外とプライドが高く、一星戦では知念にヒールリフトで抜かれた際、「恥ずかしい」との理由で阻止する。また、オシャレさなら臼井に負けないと自負している。
梁山戦でマルコにぶつかった際、田舎で祖父のトラクターに轢かれたことを思い出す。
他の部員と同じく、水樹を信頼しており、チームや水樹の勝利のためにオトリとして走り回ることが多い。
笠原 淳平（かさはら じゅんぺい）
声 - 室元気
3年生。シュートが丁寧で正確、試合終盤に入っても慌てないメンタルが頼もしいが、その分思い切りの良さに欠ける。
限界を感じサッカー部を辞めると言うが、本当は祖母の体調が悪化したため、IHを最後に引退を決めている。IH予選レギュラーメンバーから外れた際は、つくしを全面的にバックアップしている。IH予選後は転校し、祖母の面倒を見ている。実際は進級前に田舎に戻るつもりだったが、IHまで待ってもらっていた。
IH予選決勝のつくしの最後のシュートについて、自分だったら100%決めた自信はあったが、土壇場で走りこめたのはつくしだったからと言う。また、水樹に対し、つくしと風間は聖蹟の宝だと言う。
入部当初は水樹同様落ちこぼれ組だったが、一緒に雨の日も風の日も練習を続けた。自分と違い、東京を代表する選手となった水樹を尊敬している。
引退後も聖蹟の試合を観戦に訪れ、よく大柴の姉と一緒に観戦している。つくしや大柴の成長に驚いている。風間からは「カッサーノ先輩」と呼ばれている。
生方 千加子（うぶかた ちかこ）
声 - 伊瀬茉莉也
身長162センチメートル。血液型A型。誕生日は3月9日。
1年生。サッカー部のマネージャー。ぱっつんのロングヘア。性格は男勝りでぶっきらぼう。切れ長のきつい目付きが圧倒的な目力を生む。
小説を書くことに夢中になっていたがコンテストでほとんど落選し挫折した経験を持つ。そのためか、毎日努力を重ねるつくしに苛立っている。
当初はつくしにきつく当たっていたが、毎日愚直に努力を重ねるつくしの姿に影響される。
何となく入ったサッカー部だったが、選手の情熱にさらに影響を受け自分もチームの一員として他校に偵察に行ったりと積極的に行動するようになる。全国大会では、状況を分析して作戦を考え、自ら作戦を提案したり、対戦する相手チームの特徴や要注意選手などを選手達に教えるなどしており、チームに貢献している。
来須から「小さいおっぱい」（アニメでは、「洗濯板」）と評されるくらいの貧乳娘の一人。それ故に浴衣や和服が似合う。
橘 小百合（たちばな さゆり）
声 - 佐倉綾音
血液型O型。誕生日は9月18日。出身地は東京。特技はダウジング。好きなものはバードウォッチング、ハンバーガー、嫌いなものはなし。好きな言葉は「立てば芍薬、座れば牡丹、歩く姿は百合の花」。部活動は超常現象研究会に所属しており、得意科目は数学。
2年生。柄本の家の隣に住んでいる幼馴染。柄本のことを「つくちゃん」と呼ぶ。幼い時から何かとつくしの面倒を見ており、サッカーに出会って成長するつくしに寂しさを感じている。本人曰く、「断じて恋心ではないけど初めての失恋」。風間からは「さゆりん」と呼ばれている。ファーストフード店でバイト中。
中澤 勝利（なかざわ かつとし）
声 - 小西克幸
誕生日は8月10日。好きなものは順子の手料理。
聖蹟高校サッカー部監督。バツ1。聖蹟高校サッカー部のOB。現役時代は平凡な選手でベンチ入りは3年間で1回にとどまる。前任の監督に声をかけられサッカー部の手伝いをしていたが、前任の監督の指名で後任の監督に就任する。監督として自らの未熟を理解しており、当初はサッカーについて何も知らなかった、女子マネージャーである生方を信頼し彼女の立てた戦術を採用したり、選手たちの進言を取り入れるなど度量の広さがある。数多くのスカウトが注目していた臼井を口説き落としたのは彼である。
真中 壮太郎（まなか そうたろう）
聖蹟高校3年生の男子生徒。スポーツ推薦で入学した。元サッカー部。
1年では水樹と同じクラスとなり、水樹がサッカー部に入部したきっかけを作った。入部後は1番下手だった水樹にサッカーを教えていた。しかし、デビュー戦で怪我(剥離骨折)による途中交代をし後日退部した。その後、2、3年と水樹とは別のクラスとなったが、東院戦を観戦したときに水樹の中に自分の教えたサッカーが生きていることを感じ涙する。弁護士を目指している。
吉田 弘樹（よしだ ひろき）
声 - 早志勇紀
聖蹟高校1年でつくしと同じクラスの男子。柔道部。生方と話をしているつくしを羨ましく思っている。つくしに目を付けているため、たびたび悪態をつく。体育のサッカーでつくしと対戦するが、合宿後のつくしに負ける。
上田 もも（うえだ もも）
聖蹟高校1年4組の女子。文化祭で来須に手作りチョコを手渡す。中にメモが入っており、来須をフォークダンスに誘ったが、サッカー部は練習があり踊ることはできなかった。

### 桜木高校
作中では東京都に存在しており、インターハイ都大会予選決勝と選手権準決勝で聖蹟と対戦する。作者の前々作『振り向くな君は』は本作2年前の桜木高校が舞台である。
犬童 かおる（いんどう かおる）
声 - 関智一
身長185センチメートル。体重73キログラム。血液型A型。誕生日は1月11日。出身地は北海道。特技は虫取り、相撲。好きなものはなっちゃんのカレーで、嫌いなものはなっちゃんの小言。好きな言葉は「地球は丸い」。
3年生。桜木高校サッカー部キャプテン。ポジションはミッドフィールダーでファンタジスタでパスでチームをコントロールする天才パサーというプレイスタイル。背番号7。
鳥のような上空からピッチを俯瞰して見る視野を持ち、誰もが想像できないパスを繰り出す。
天才の中の天才と呼ばれる選手。試合帰りの柄本をフットサルに誘った。
水樹同様プロ入りが内定しており、水樹と同じく十傑の1人。ＤＡＹＳ公式ガイドブックスカウティングノートの安田メモにて作中最高の選手であるとされている。
同作者の『振り向くな君は』の主人公の1人。
十傑の一人。
成神 蹴冶（なるかみ しゅうじ）
声 - 花江夏樹
身長155センチメートル。体重54キログラム。血液型B型。誕生日は1月10日。出身地は東京都。特技は動物に好かれること。好きなものは猫で、嫌いなものはマッシュルームみたいな髪型。好きな言葉は「ハットトリック」。夏という姉がいる。
3年生。ポジションはフォワード。 背番号10。
犬童と共に天才と呼ばれ「死神」の異名を持つ選手。低身長で見た目は弱々しいがサッカーのことになると強気になる。本作中では試合中の言動がさらに傲岸不遜化する。
気管支喘息を患っており、高校入学時までは満足にサッカーが出来なかった。オーバーワーク気味になると喘息発作が起きるため、試合中はペース配分するよう監督に指示されており、途中交代の場面もあった。また日によって調子が落ちる時がある。
同作者の『振り向くな君は』の主人公の1人。
十傑と同程度の力はあるが、本人が海外を希望しているため、十傑の条件であるプロ入りが内定していないので、十傑には含まれていない。
如月 太狼（きさらぎ たろう）
声 - 木島隆一
身長173センチメートル。体重66キログラム。血液型O型。誕生日は2月24日。出身地は東京都。特技は神社・仏閣巡り。好きなものは和三盆で、嫌いなものはビーフジャーキー。好きな言葉は「一念岩をも通す」。宿の高級ホテルロビーでサラリとピアノの腕前を披露する意外性を持つ。
3年生。ポジションはディフェンダー。背番号2。中学時代に全国制覇したチームのキャプテンでMVPになった実績を持っている。MVPに選ばれた理由は自身で2点とって勝利に貢献したから。その経歴から保科は桜木高校において1番不思議な存在は、犬童でも成神でも無く如月だと相葉に語っている。
普段は穏和な性格だが、サッカーになると人が変わり抜群の統率力と怒鳴りつけることをいとわない熱血漢になる。 都内屈指の守備能力を誇り闘将如月の異名を持つ。火村に追い付くスピードに加え平と互角に競り合えるフィジカルの強さを併せ持ち、自身で点を取りに行くなど高い攻撃力も持っている。GKの近藤がプレイミスをした時には昇天するなど呆れているが、近藤の実力を認めている部分もある。
近藤 留夏（こんどう るか）
声 - 竹内栄治
身長185センチメートル。体重70キログラム。血液型AB型。誕生日は1月16日。出身地は東京都。特技はストリートファイト。好きなものはワニの肉で、嫌いなものは伊達メガネ。好きな言葉は「ハート・ブレイク・ショット」。
3年生。ポジションはゴールキーパー。怪物キーパーの異名を持つ。背番号1。
喧嘩っ早い性格で、高校からサッカーを始ており、高い身体能力の高さを持っているが、サッカーを高校から始めたため、ルールを完璧に理解してなかったり、失点に繋がるプレイミスをする事もあり他のメンバーからはミスをする度に呆れられている。選手権での聖蹟戦では、聖蹟のゲーゲンプレスを破る策を思い付いたと自信満々に言うも本人曰く「サッカーのルールを逆手に取った画期的プラン」、その策の内容が「自身のペナルティエリア外でのパンチング」であり、それを実行したためイエローカードを貰い、ペナルティキックとなったため、犬童は爆笑し如月を含む他のメンバーからは項垂れていた。本人は「ペナルティラインを越える前に踏み切っていれば（ペナルティライン内でジャンプしていれば）ペナルティラインの外で手でボールに触れても反則にはならないと本気で思っていた」
鳥飼 翔（とりかい しょう）
声 - 高橋渉
3年生。ボランチ。背番号11。誕生日は5月5日。血液型A型。出身地は東京都。特技は綱引きのしんがり。好きなものは豚肉の生姜焼きで、嫌いなものは蓑虫。好きな言葉は「今、頑張れ、今、頑張らず、いつ頑張る」。
元いじめっこであり、体の弱い成神のことをいじめていたこともある。高校に入って腰を酷く痛めており、試合前には麻酔を打って貰わなければ試合に出れない状態である。一時期サッカー部を辞めていた時期があったが、成神から執拗に戻る様言われ、戻った過去がある。成神の身体の状態をよく理解しているため、成神が青函戦での途中出場から喘息による途中交代となった時には、動揺する後輩達に対して「あいつと組むのはそういう事だ」と言い聞かせた。
猫谷 陽助（ねこたに ようすけ）
声 - 林勇
3年生。小柄で童顔、スピード抜群のアタッカー。背番号9。誕生日は4月4日。血液型O型。出身地は千葉県。特技はキックベース。好きなものはところてん、嫌いなものはチュパカブラ。好きなものは「準備8割」。
高校からサッカーを始めており、近藤からは「猫ちゃん」と呼ばれている。
倉科 丈一郎（くらしな じょういちろう）
2年生。右サイドバック。背番号3。丈二郎とは双子の兄弟。
倉科 丈二郎（くらしな じょうじろう）
2年生。左サイドバック。背番号4。丈一郎とは双子の兄弟。
有間 悠（ありま ゆう）
2年生。長身のセンターバック。背番号5。
土田 修一（つちだ しゅういち）
2年生。背番号13番。
亀山 絵都（かめやま えと）
1年生。背番号8番。誕生日は2月6日。血液型AB型。出身地は東京都。特技は靴磨き。好きなものはアーモンドチョコレートで、嫌いなものはうさぎ、海。好きな言葉は「無駄な1日とは、笑いのなかった日のことである」。
芹沢 隼（せりざわ はやと）
1年生。背番号29番。誕生日は5月2日。血液型O型。出身地は長崎県。特技は江戸時代の古文書が読める。好きなものは二度寝で、嫌いなものは圧力。好きな言葉は「隅っこ」。
大塩 公平（おおしお こうへい）
声 - 保村真
大学2年生。桜木高校サッカー部のOBで監督。誕生日は9月30日。血液型はA型。出身地は東京都。特技は刺繍。好きなものはツーリングで、嫌いなものは胡椒。好きな言葉は「恥ずかしいと感じることから進歩は始まる」。

### 東院学園
東京4強のうちの1つ。絶対王者。
学校は中学から大学まで一貫となっている。IHでは全国ベスト4まで勝ち進んだ。
中学から6年間同じチームでプレイしているため、互いの癖、特性、食べ物の好き嫌いまで把握している。"絶対王者"としての自信ではなく、信頼が強く、チームの完成度が高い。
パス回しが上手く、パス回しと走り込みは吐くほど練習するが、そのおかげで東院の基礎技術の高さを確立している。サッカーの基本である「止める」、「蹴る」、「走る」の3要素の中で徹底的にこだわるのは「止める(トラップ)」ことである。それは、足元に正確にボールを止めればドリブル、パス、シュートなどの次の動作を支配できるためである。東院サッカー部は中学で入部するとまずパスとトラップを一から叩き直すため、東院のパスワークは機械的とすら言え、それが東院の強さと言える。
保科 拓己（ほしな たくみ）
声 - 中村悠一
MF、3年生。背番号10。血液型A型。誕生日は5月19日。身長177センチメートル。体重66キログラム。出身地は東京都。特技はサッカー。好きなものはコスモスで、嫌いなものは特にない。好きな言葉は「明日死ぬかのように生きよ。永遠に生きるかのように学べ」。
東京ビッグ3 最後の男。チームの攻守に亘る大黒柱。徹底的なリスク回避を念頭に置いた的確な状況判断と統率力でチームを牽引する。
長兄はJリーガー、次兄は大学リーグの得点王であり、後に長兄の口利きでプロ入りが決まり、十傑の一人になる。また、その2人の兄にさえも「1対1では抜けない」と評されるほどの技術を持っている。
東院では守備の要と言われているが攻撃でも中心選手であり、試合ではドリブルで攻めている方が楽しそうと浦には言われ、実際にプレイ中に笑みをこぼしていた。
同チームの浦と海藤とは中学から同じチームでプレイしており、全国中学校サッカー選手権大会決勝では、現桜木高校の如月の所属していた横浜第一との試合で延長の末敗北。その際、海藤が腰を痛めたことを危惧し、最後のプレーで海藤にパスを出せず、自身のシュートを外してしまったことを3年間忘れられないでいた。
海藤とプレイしていた中学のころはたびたびガッツポーズをしていたが、高校ではやらなくなった。しかし、対聖蹟戦では得点した際、海藤に促されガッツポーズをし、応援していた部員を盛り上げた。
PKの際は十中八九右に蹴るというデータがあり、読まれても決めるだけの自信があると思われる。
梁山戦前の聖蹟を気にかけ、宿泊先の生方の部屋を訪れた。その際、保科が与えるのは自分の持つ梁山の情報、生方が差し出すのは明日の試合の展望という交換条件を提示した。議論の末、生方が聖蹟の重要なファクターになっていることを忘れてはならない、正しいことをすべきだと助言した。その後、水樹と犬童が相撲を取った際、平、相庭と普通に相撲の話をしていた。梁山戦からは相葉と共に観戦をしており、準々決勝の後の1週間もの間、相葉を家に泊めてあげていた。
非常に整った顔立ちでまつ毛が長く、風間からは「ツケマツゲマン」、生方からは「長澤まさみより長い」と言われた。また、石動の分の全国大会の観戦チケット代1600円を立て替えており、「先輩のおごりが普通だ」と反論する石動に対し、「関係ない。こういうことはきちんとする」と言っていた。着メロはザ・バーズの「ふり向くな君は美しい」。
浦 静（うら しずか）
声 - 武内駿輔
DF、3年生。背番号4。誕生日5月18日。身長176センチメートル。体重65キログラム。血液型A型。出身地は東京都。特技はバイオリン。好きなものは格闘技で、嫌いなものは雷。好きな言葉は「進まざる者は必ず退き、退かざる者は必ず進む」。坊主頭で左頬に傷がある。
中学時代は身体が出来ておらず、保科聖也からはすぐ辞めると思われていた。また、メガネをかけており、ボールを怖がっていた。保科を天才と思っている反面、自分は誰よりも下手であると認識しており、人並以上の努力をしてきた。ディフェンスは忍耐と考えている。対峙した灰原が「隙が無い」と感じるほどの守備力を誇る。あわや失点というところでオフサイドトラップを仕掛ける判断力も持っている。東院サッカーの体現者と評されている。
大学ではサッカーをせず、大学デビューをし彼女を500人作る予定だったが、聖也に誘われ同じ大学でサッカーを続けることになった。電話でお辞儀するタイプ。
石動 亜土夢（いするぎ あとむ）
声 - 逢坂良太
GK、1年生。背番号1。誕生日8月8日。身長179センチメートル。体重66キログラム。血液型B型。出身地は三重県。特技はテコンドー。好きなものは漫画とアニメで、嫌いなものは昆虫。好きな言葉は「仮病はこの世でもっとも重い病気である」。
入部の際、ポジションはどこでも出来ると言い切り、思い切りの良さと判断力は群を抜いており、監督がGKとしての適性を見抜いた。ゴールから離れて攻撃に参加してくる。ゴールキーパーとしての天賦の才を持っているが、元々は関西圏でも有名なレジスタであり、パスやシュート、ドリブルの技術も高い。さらに努力も怠らない。石動の加入は東院に不安定さと可能性をもたらしたとも言われている。石動の攻撃の参加により、保科の守備からの解放の役割も担う。また、GKが上がっているときは、カウンターに弱いため必ずシュートで終わらせるという約束がある。
PASMOの残高が足りなかったため、全国大会の聖蹟対一星戦の会場に保科と共に遅れ、残高は常に千円以上にするようにと注意される。また、名前的に相庭に親近感を持っている。
海藤 隼（かいどう はやと）
FW、3年生。背番号11。誕生日9月7日。血液型B型。出身地は東京都。特技は部員のモノマネ。好きなものは消毒液のニオイで、嫌いなものは3列シートの真ん中の席。好きな言葉は「沈黙は服従なり」。
誰もが認める東院の大エース。シュートスキルが極めて高く、どこからでもゴールを狙える。攻撃の選手は保科以上の評価を得ている。また、人当たりも非常に良く、チームのムードメーカーでもある。
中学からヘルニア系の腰痛を患っていて、延長かロスタイムしか出ていない。その腰痛のため、中学の全国大会決勝の際は保科にパスを出してもらえず、延長の末敗北した。
生まれつきの両利きで、実際に対峙すると相手は困惑してしまうほど、完璧に両方を使いこなす。
対聖蹟戦では後半から出場するが、なかなか自分のところにボールが来ないため、無理矢理パスをもらいに行ったところ、タイミングが悪く股間に直撃するが、痛いのを我慢してプレイを続行。
シュートコースが無いため、ボールを地面に叩きつけて大きくバウンドさせ、そのままゴールを狙うなどトリッキーなプレイを瞬時に思い付き実行する技術の高さもある。
両利きにおけるプレイも相手にとって脅威だが、膝下の振りが異常に速いので、DFの反応が遅れてしまう。ヘディングが嫌い。
海藤は大学はスポーツ医学の専攻を希望しており、自分と同じような子たちをケアしたいと思っている。
聖蹟対梁山戦前に保科が女性(生方)と会っていたことを見抜いた。
生まれつきの両利き。
要 友蔵（かなめ ともぞう）
2年生。ポジションはDF。身長は大柴と同じ191センチメートル。
鎌田（かまた）
3年生。右SB、背番号17番。小柄で勝気で一度乗せると怖いタイプ。IHの全国2回戦と選手権の初戦に先発しており、その際東院として珍しく立ち上がりに先制をしている。
光国 幸昌（みつくに ゆきまさ）
FW、1年生。ベンチ入りしている。高校入学前の亜土夢の評判を知っている。

### 京王河原高校
丸岡と甲斐によってサッカー部が創部された東京都にある私立の男子校。
創部2年目にも関わらず、浦から「3本の矢のいない聖蹟では相手にならない」と言われるほどの実力がある。また、この年に桜木高校が練習試合で勝ちきれなかったのは京王河原高校だけである。
丸岡 勇二（まるおか ゆうじ）
声 - 近藤孝行
FW、2年生。京王河原高校サッカー部のキャプテンでエース。背番号9。身長174センチメートル。体重63キログラム。誕生日は10月31日。血液型B型。出身地は千葉県。特技は麻雀。好きなものはニーハイで、嫌いなものは偏差値。好きな言葉は「俺の進む方が前だ」。甲斐や部員からは「マル」と呼ばれている。
身体を揺らした独特な動きから相手の逆をつくプレイを得意とし、犬童からは「丸岡のサッカーセンスは常軌を逸している」と言われる。
ハーフタイムではコールドスプレーを自身の股間に直接吹きかけ、悶絶している場面がある。試合後、柄本をことを「雑草」と例え、エールを送った。
甲斐 貴文（かい たかふみ）
声 - 比留間俊哉
FW、2年生。背番号10。身長173センチメートル。体重63キログラム。誕生日は6月4日。血液型A型。出身地は東京都。特技は絵を描くこと。好きなものはレモンティーで、嫌いなものは高いところ。好きな言葉は「千里の道も一歩から」。
中学時代は、君下、大柴と都選抜で同じチームだったが、途中で監督から「選抜に来なくて良い。君と彼らには生涯埋まらない差がある」と言われた過去がある。
左足による大砲みたいなシュートが武器。君下は甲斐のことを覚えていた。
吉田 凌（よしだ りょう）
声 - 柴崎哲志
DF、2年生。丸岡と甲斐に最初にサッカー部に誘われた1人。丸岡からは「ヨシ」と呼ばれている。
山田（やまだ）
声 - 安部亮馬
DF、2年生。丸岡と甲斐に最初にサッカー部に誘われた1人。丸岡からは「ヤマ」と呼ばれている。
細見（ほそみ）
サッカー部員。レギュラー。

### 青函高校
夏休みに行われた合宿に参加していた青森県の強豪高校。
4－5ー1が基本フォーメーション。平曰く「守備が課題」。
平 源一郎（たいら げんいちろう）
声 - 小林裕介
3年生。青函高校サッカー部のキャプテンでゲームメイカー。背番号10。誕生日は4月13日。血液型AB型。身長174センチメートル。体重70キログラム。利き足は右足。出身地は青森県。特技は居合。好きなものはかまくらで、嫌いなものは花火。好きな言葉は「風林火山」。家族構成は父、母、兄、姉。尊敬する人物はアーノルド・シュワルツェネッガー。得意なプレーはフィジカルを活かしたボールキープ。小さいころ、かわいい顔と周りから言われることが嫌で、今でも童顔がコンプレックス。青函が誇る"仕事人"。
自信過剰で奔放な一面もあるが仲間の信頼は厚い。エース火村の誇りを守るため、監督を脅迫して交代を止めたり、聖蹟戦でゴールを決めた火村を称賛する一面もある。
体幹が非常に強く、複数名からのプレスにも動じず「そよ風」扱い。パワーのあるパスは、威力もシュート並みの強さで、さらに精度も高く、敵が取りにくく味方が合わせやすいパスを供給できる。
君下からは「人格を除けばスキのないプレイヤー」と称される。逆に君下を「水樹を俺ならもっと上手く扱える」とまで評価している。
強靭な筋肉と力をもつ。高校卒業後は、水樹と同じ鹿島アントラーズへの入団が決まっている。
十傑の一人。
火村 まゆみ（ひむら まゆみ）
声 - KENN
1年生。ポジションはフォワード。エース。背番号9。誕生日は8月4日。血液型はO型。身長173センチメートル。体重62キログラム。利き足は右足。出身地は青森県。特技はだるまおとし。好きなものはねぶたで、嫌いなものは風間陣。好きな言葉は「企画モノ」。家族構成は父、母、兄。尊敬する人物はレジェンド葛西。得意なプレーは裏への飛び出し。ゴールを量産するスピードスター。
一気にゴール前へと迫るスピード、平からの弾丸パスを柔らかく受け止めるテクニックを併せ持つ。好不調の波があるものの、好調時には得点を量産する。
得点後は興奮のあまり裸になる悪癖もあり、その際にはイエローカードをもらってしまう。
風間とは合宿中にサウナ対決 をするなど、互いにライバル視している。
樋口 元典（ひぐち もとのり）
声 - 高口公介
3年生。守りの要。背番号4。誕生日は11月22日。血液型はB型。身長179センチメートル。体重69キログラム。利き足は右足。出身地は青森県。特技はMCバトル。好きなものはアップルパイで、嫌いなものは電車のつり革。好きな言葉は「精神一到」。家族構成は父、母、弟。尊敬する人物はライト兄弟。得意なプレーは空中戦。青函屈指の頭脳派プレイヤー。
審判の死角を突いたプレーや、挑発を繰り返して動揺を誘う心理攻撃など、クレバーなプレーで相手を翻弄することを得意とする。試合中においても冷静沈着で、火村をたしなめる場面も。自分より大型の選手相手でも、さばき方を工夫することで当たり負けしない。
合宿中の対抗試合で風間の足の負傷の元を作ってしまった。

### 梁山高校
奈良県代表。昨年の選手権、今年のIHともに優勝の全国1位校。十傑が3人在籍している。
加藤 一彦（かとう かずひこ）
MF、3年生、主将。十傑。背番号8。誕生日は6月8日。血液型A型。出身地は奈良県。特技は雑巾がけ、髭の手入れ。好きなものは情熱大陸とディズニーランドで、嫌いなものはナス。好きな言葉は「一を以て之を貫く」。語尾を伸ばす話し方をする。男性ファンが多い。
年代別の日本代表にも選ばれ、夏のインターハイでは最優秀選手に選ばれている。一年から梁山のレギュラー。
碇屋とは幼稚園からの付き合いだが、マルコと出会うまで仲が良くなかった。
夏の台湾遠征では音羽の砂山と同室だった。遠征中にもかかわらず、梁山の試合動画を逐一送ってもらっており、日本代表としてプレーできることをサッカー部員のお陰と思っている。
代表遠征や大会で不在だったため1年生の志村たちとの初対面は5月半ばであり、その際に密かに部室の掃除をしているところを見られている。砂山からは「梁山の加藤こそ100%の加藤一彦」と評されている。
風間からは42歳のおじさんみたいな老け顔と言われている。また、無尽蔵のスタミナを持ち、ピッチのどこにでも顔を出しボールに喰らいつく姿をつくしの目指すべきプレースタイルの究極形の一つと言われる。
パウチ入りドリンクのCMを狙っているような行動を取るが、水口からは「何度やってもそんなCMのオファーは来ない」と言われる。風間からは「何を食ったらそんなに走れるのか」と聞かれ「豚肉」と答えている。
聖蹟戦後は、全てを受け入れた上で敵味方関係なく声をかけた。また、聖蹟のロッカールームにでは、自チームの感想を聞き最後に感謝の言葉を述べた。その言動に中澤からは「凄い高校生だ」と驚愕し、水樹は「加藤くんは俺史上最もカッコいい男だったかもしれない」と言い、臼井はそれに対し「全く同感だよ」と言った。
碇屋 良介（いかりや りょうすけ）
MF、3年生、十傑。背番号10。誕生日は12月9日。血液型AB型。出身地は奈良県。特技は手洗いでの洗濯。好きなものは歯磨きで、嫌いなものは歯医者。好きな言葉は「芸能人は歯が命」。
年代別の日本代表にも選ばれ、「日本の至宝」と呼ばれている。2年前のUAE遠征時、イラク戦で膝を故障している。
高校生ながら、洗濯洗剤のCMにも起用されている。CM撮影の際は笑顔が変、嘘くさいと言われ、テイク30にもおよんでいた。女性ファンが多いが、女性が苦手。
加藤とは幼稚園からの付き合いだが、マルコと出会うまで仲が良くなかった。
天才肌だけに入りに多少ムラがあるのが欠点。状況判断が良く、誰も想像しないプレーを瞬時に思いつき、それを99%左足だけでやってのけ、「神の左足」と呼ばれる。また、ボールにバックスピンをかけ、GKを吊り出すプレイを得意としている。
口が悪く、水口に「仕事をすれば多少の粗相は目を瞑る」と言われ、マルコにはその都度プロレス技をかけられている。
ゴールの際には喜びを露わにし、パフォーマンスはゴールのたびに異なり会場を盛り上げる。
高木 マルコ（たかぎ マルコ）
DF、3年生、十傑。背番号2。誕生日は10月25日。血液型B型。身長188センチメートル。体重78キログラム。出身地は和歌山県。特技はかくれんぼ。好きなものはマルコ・ポーロと忍者で、嫌いなものはSNS。好きな言葉は「人生とは旅であり、旅とは人生である」。
高校サッカー史上最高のSBとの呼び声も高い。亜土夢からは、東院が梁山に敗れた原因はマルコだと言われ、梁山の3ピースの中で最も危険な存在と言わしめる。また、猛スピードからの急停止を可能とする体の強さもあり、水樹に負けないパワーも持ち合わせている。速瀬からは「マルコにぶつかった時、田舎でじいちゃんにトラクターで轢かれたのを思い出した」と言われる。ただし、悪意のあるラフプレーではなく、速瀬とぶつかった後には素直に謝っている。
自覚は無いが、加藤や碇屋がいない間、梁山を引っ張ってきたと部員みんなから思われている。
対聖蹟戦前にファンに囲まれる加藤や碇屋に対し「都会人は人気」と言うが、幹夫くんという子供からサインをお願いされる。試合中碇屋から悪態をつかれるたびに、お返しとばかりにプロレス技をかけている。ハーフタイムでは頭にドライヤーを当てることがある。
志村 千槽  (しむら せんそう)
DF、1年生、背番号4。誕生日は8月24日。血液型O型。出身地は北海道。特技は牛乳の一気飲み。好きなものは雪だるまとシーサーで、嫌いなものは乳搾り。好きな言葉は「花が咲かない時は根を伸ばせ」。
水口には十傑クラスと評される。腕が長く、相手に対し威嚇と共に物差しにもなり、上半身の使い方が上手い。身体能力任せのマルコとは違い、非常に合理的なディフェンスをする。重心は異常に低く、バランス良く素早いステップをするための準備に直結し、次の動作への体重移動をスムーズにさせている。
自身は天才ではなく、早いうちに攻撃の選手じゃないと悟り、ディフェンスに転向する。
ポジションが近いからか、GKの中野の言動には敏感。
中野 剛 (なかの ごう)
GK、3年生、背番号1。誕生日は12月18日。血液型A型。出身地は奈良県。特技は茶道、華道。好きなものはアイドルの写真集とシャネルで、嫌いなものは茶碗蒸し。好きな言葉は「退屈より大失敗を選びなさい」。
今年1試合に2失点以上の失点はない。「GKの醍醐味はヒリつくような緊張感あってこそ」と言い、試合ではビッグセーブを連発する。
一見クールだが、碇屋がゴールを決めた際には自陣ゴール前で両手をあげ静かに喜んでいた姿に「かわいい」と言われる。聖蹟との試合中、3失点後でも自身とは逆のプレイスタイルを貫く、猪原の揺るがない精神力を目の当たりにし、尊敬に値すると評した。キーパーグローブを付けたままバナナが剥ける。
加藤と碇屋不在時はキャプテンを務めていた。水口前監督退任後、マルコとトラブルになり、水口監督にたしなめられる。
他校の試合を加藤と観戦することが多い。聖蹟対音羽戦の前に、加藤と共に砂山の前を訪れ、ゴール裏から砂山の動きを見学した際、その動きの良さに驚いていた。また、その際に「砂山と戦いたかった」と漏らす。
カラオケではB'zしばりをすることがある。
瀬戸 敏 (せと さとし)
DF、3年生、背番号3。誕生日は2月21日。血液型はB型。出身地は大阪府。特技は立体折り紙。好きなものは地図で、嫌いなものは商店街のネオン。好きな言葉は「世界は生きるに値する」。
センターバックを務める守備の要。対人に強い。
長作 大地 (ながさく だいち)
FW、背番号11。誕生日は1月25日。血液型はAB型。出身地は京都府。特技は寝つきの良さ。好きなものは丁度いいサイズの発泡スチロール箱で、嫌いなものは口内炎。好きな言葉は「一日三食昼寝付き」。
試合前に新渡戸を挑発する。
熊谷 (くまがい)
MF、背番号7。
黒柳 (くろやなぎ)
MF、背番号14。
光浦 (みつうら)
DF、背番号16。
守屋 (もりや)
FW、背番号9。
仲本 慎司 (なかもと しんじ)
2年生、背番号6。誕生日は6月30日。血液型はA型。出身地は奈良県。特技は陶芸。好きなものはアイドルの写真集で、嫌いなものはわさび。好きな言葉は「出された物は全部食べろ」。
碇屋の不在時はトップ下を任される逸材。IHの予選準々決勝の際、サイドバックを任されたものの結果を出せずすぐに替えられたが、対聖蹟戦でも左サイドバックとして出場。佐藤と対峙した際、大柴には「モブ対モブ」と言われる。
武田 さなぎ (たけだ さなぎ)
3年生の女子。マネージャー。短い前髪が特徴。加藤、碇屋と幼馴染。
加藤とともに試合の偵察をしているときに、「変な関係だと思われたくない」と言い席を1つ空けている。
水口 秋子 (みなくち あきこ)
誕生日は9月30日。血液型O型。出身地は奈良県。特技は水泳、茶道。好きなものはドライブ、リラックマで、嫌いなものはブラックコーヒー、春。好きな言葉は「老兵は死なず。ただ消え去るのみ」。花粉症持ち。
梁山高校新監督の女性。名将と言われた前任の監督を父に持つ。周囲の不安をよそにその剛腕で生徒の信頼を勝ち取ってきた。新任の挨拶では、「一度でも敗ければ辞する」と言った。自校の選手を信頼しており、思い切った采配をする勇気と決断力がある。試合中、ジェスチャーで指示をすることが多い。
周囲からの自分への評判は理解しており、「自分で決めて立っている」と芯の強さがある。
前監督である父は、娘である自分よりサッカーのことを考えており、幼稚園のころにさえ毎日遅くまで残されていた。父のことを「サッカーという魔力に憑りつかれた人」と思っている。母の葬式の際でさえ、遅れて来る父に激高する。父と二人暮らしになった後は、父のポロシャツをこっそり買い替えている。20歳の誕生日に父にビールを勧められるが、まずさに顔を歪める。
碇屋の入学時、癖を見抜き助言をする。碇屋が怪我で一時離脱時、厳しい言葉を送るが後日後悔をする。
聖蹟には絶対にフリーキックを与えてはならないと脅威に感じている。
聖蹟戦後、ロッカールームにて選手を労うも、涙をしてしまう。また、宣言通り監督を辞任するが、勉強してまた戻ってくると誓う。
「男はいずれ滅びる」と言うが、福山雅治は惜しいらしい。

### 音羽学院
作中では静岡県に存在し、昨年の選手権、今年のIHともに準優勝校。IHでは桜木高校を完封で破った。安定感抜群の守備と勝負所での鋭いカウンターが武器。
砂山 朝一（すなやま あさいち）
3年生、背番号1。誕生日は4月29日。血液型はA型。出身地は静岡県。特技はサバイバルゲーム。好きなものは無失点、カツ丼で、嫌いなものはクモ。好きな言葉は「自分の評価は他人が決める。でも自分の幸せは自分が決める」。
主将にしてポジションはGK。U-18日本代表正GKでもあり十傑の一人に数えられる。幼少の頃からスター選手であり、同じ静岡県出身の猪原は絶対に日の丸を背負うと思っていた。
一昨年のUAE遠征に碇屋とともに参加し、夏の台湾遠征では加藤と同室だった。それ故に加藤とは仲が良い。
試合前にゴール前に立つことでその日の自身の感覚や状態を把握する独自のルーティンをしている。
加藤や碇屋のいる日本代表こそがホームだと思っており、高校サッカーは一つの通過点に過ぎないと思っている。そのため、音羽の選手とは壁を作っていたが、その気持ちや言葉とは裏腹に、聖蹟戦前にはロッカールームで音羽選手に対し勝利への熱い意思を伝える。
軽やかな動きと無駄の無い動きに加え体幹が非常に強く、水樹と大柴と3人でも空中でぶつかり合うもビクともしなかった。また、PKでは水樹の強烈なシュートを片手で止めるほどのパワーもあり、梁山の正GKの中野剛からも、自分とは比較にならないと言わしめる程、その守備に穴は無い。また生方曰く「悪い時がわからない」と言わしめる程高いクオリティを維持し続けている。

### 一星学園
長崎県代表。攻撃重視のチーム。もともと県内屈指の強豪だったが、5年前の監督交代をきっかけに最近では全国の常連になっている。チームの合言葉は「超攻撃的サッカー」。型が無く流動的なチーム。
奥 太一（おく たいち）
3年生、主将、FW、サッカー歴10年、誕生日は2月16日、血液型B型、特技は殺陣、出身地は長崎県。好きなものは夏祭りとリンゴ飴、嫌いなものは形抜き。好きな言葉は「恋は盲目である」。身長190cm、体重90kgの強靭な体躯を誇る大男だが、動きも速い。背番号9。
かつてプロを目指していたが、相庭と出会いその夢を諦め、彼の踏み台になっても良いと考えている。
力では未蘭より上。
神村 式部（かみむら しきぶ）
3年生、副主将、本職はDFだが、現在はMFでプレー。背番号7。サッカー歴14年。誕生日は7月9日、血液型O型、特技はまつ毛の上にマッチを3本乗せられること、出身地は佐賀県。好きなものは和三盆で、嫌いなものは時間にルーズな人。好きな言葉は「撃っていいのは撃たれる覚悟のある奴だけだ」。
冷静で広い視野と優れた技術を持つ攻守の柱。聖蹟戦では、大柴の戦術理解度の高さにいち早く気付き、大柴のマークについた。その際、大柴には「キャラが弱い」と言われる。
知念 一馬（ちねん かずま）
テクニックがある、レフティ、背番号8、サッカー歴10年、誕生日は7月23日、血液型B型、特技はトロンボーン、出身地は長崎県。好きなものはきゅうりの漬物で、嫌いなものは湿気。好きな言葉は「待て。しかし希望せよ」。
本人曰く「テクニックなら相庭より俺の方が上」。実際に対面した速瀬をヒールリフト等のプレーで翻弄した。
相庭 未蘭（あいば みらん）
FW、背番号10、サッカー歴11年、誕生日は4月4日、血液型AB型、特技は自転車と絵画、出身地は長崎県。好きなものはファミレスとパフェ、嫌いなものはカミキリムシとハッシュドポテト。好きな言葉は「私は探し求めない。見出すのだ」。
2年生ながら十傑の一人であり、保科曰く「十傑唯一の純血なストライカー」。大会得点王候補。
選手入場の際、知念に足をかけるなど、いたずら好きの面もある。気さくな性格、色黒で「チョコボール相庭」と呼ばれることも。中学時代では九州選抜に選ばれており、当時の君下と大柴のいた東京都選抜は手も足も出なかった。その後、全国で君下と大柴に再会したが、本人は2人のことを「負けた相手しか覚えていない」と言い忘れていた(しかし、途中で思い出した)。
中学3年で一星学園の練習に参加し、当時の3年生を抜いて1人でゴールを決め、「大したことない」と言い放った。小学6年間で1000ゴール決めた、中学時代7人抜きをした、主食がパフェ、自宅の裏山に専用のグランドがあるなどの噂があり、同じ世代では「九州の相庭未蘭を知らない奴はいない」とも言われている。
聖蹟戦では、5人抜きをする、臼井を突破する、個人技からの同点へのアシストをするなど、その力で聖蹟を苦しめた。また、サッカーにおける流れを読む能力が高い。
聖蹟戦後は保科と共に聖蹟の試合の観戦をしており、準々決勝後は保科の家に1週間もの間泊めてもらっていた。
新納 啓人（にいろ けいと）
1年生、ドリブラー、背番号11、サッカー歴6年、誕生日は8月10日、血液型O型、特技は百人一首、出身地は長崎県。好きなものは隙間で、嫌いなものはロン毛。好きな言葉は「死体置き場の最も格好いい死体でありたい」。
細かいタッチが武器であり、規格外のドリブラーと称され、風間曰く「成神とタイプが似ている」。相庭から無理矢理ボールを奪いスイッチをするなど、思い付いたことをその場で実行できる技術を持つが、ヒールリフトを失敗する場面も。
草薙 順平 (くさなぎ じゅんぺい)
GK、2年生。背番号1。水樹の夢では手が取れるシーンがある。相庭のアドバイスにより君下のFKを止める。
南部 豊（なんぶ ゆたか）
一星学園サッカー部監督。独身。
中澤の1つ後輩だが、試合前に再開した際は、自分が1つ先輩だと勘違いをしていた。現在、一星学園では超攻撃型サッカーに辿り着いたが、高校時代のサッカー部でのポジションはCBで、誰より堅いサッカーをしていた。
普段はジュースすら奢らないほどケチだが、聖蹟に敗れた後は自腹で宿を延長するなど、気を遣っている面もある。

### 由比ヶ浜高校
神奈川県の高校。全国大会初出場で聖蹟の初戦の相手。堅守を誇る統率の取れたチーム。空中戦に限れば東院以上と言われる。自らの高校を「蟻」と例え、「我々のチームにスターはいない。チーム一丸となって働き蟻の如く粘り強い守備で目指す1勝」と明言している。県予選では優勝候補を2つ破っており、カウンターを武器にしている。
「規律」、「約束事」を意味するディシプリン(discipline)のチームと言われ、決められた約束の実行を最優先に考える。青函の樋口からは、その規律の量と完成度が違うと評され、平からはその団結から「鎖」と比喩される。
谷口 雅士（たにぐち まさし）
3年生で主将。血液型AB型。誕生日は9月21日。出身地は神奈川県。特技は食器洗い。
好きなものはポマードの匂いで、嫌いなものは血。好きな言葉は「神は細部に宿る」。
ポジションはフォワード。背番号10。
全国大会で選手宣誓を務めるも、大事な場面で噛んでしまう。
人格者で人望が厚く、チームのバランサーとしての機能を持つ。
中学時代は風間と同じサッカー部の主将をしており、部員にのびのびと気兼ねなくプレーして欲しいと思っている。風間からも信頼を寄せられていた。中学卒業時、風間にチームを任せるも、その一言が結果的に風間を苦しめることになり、罪悪感を感じていた。
松本 大河（まつもと たいが）
1年生。血液型O型。誕生日は5月23日。出身地は神奈川県。特技は利きコンビニコーヒー。
好きなものはジェットスキーで、嫌いなものはレアのステーキ。好きな言葉は「義を見てせざるは勇なきなり」。
ポジションはディフェンシブミッドフィルダー。背番号4。
中学のころ、風間と同じクラスでサッカー部だった。授業中に空気椅子で鍛えていたところ、風間に「トイレを我慢している」と公言され、周りに勘違いされる苦い過去がある。
中学の試合で途中で自ら退場した風間のことを目の敵にしており、聖蹟との試合中、チームを無視し風間との対戦にのぞむが、それが原因で失点につながる。前半は頭に血が上っていたが、ハーフタイム中の木戸の言葉で平静を取り戻す。
試合後、サッカー部を辞める木戸に頭を下げ、一緒にサッカーを続けて欲しいと伝える。
木戸 悠斗（きど ゆうと）
血液型O型。誕生日は7月31日。出身地は神奈川県。特技は一輪車。
好きなものは女性教師で、嫌いなものは男性教師。好きな言葉は「人を恨んで自分をダメにするな」。
ポジションはオフェンシブミッドフィルダー。背番号8。
2年からサッカー部に入部する。対聖蹟戦で頭に血が上った松本に「ユースの落第組」と言われるが、「個人で届かなかった俺だからこそ分かる。サッカーはやっぱりチーム競技なんだよ」と言い松本に平静を取り戻させる。
試合後は、元々1年間の約束だったサッカー部を辞めようとしたが、松本に頭を下げられ部を続けることを誓う。その際、松本の秘蔵のビデオ3本に加え、1年で30本を交換条件をした。
国本 凌輔（くにもと りょうすけ）
ポジションはミッドフィルダー。背番号9。
木村 淳平（きむら じゅんぺい）
ポジションはミッドフィルダー。背番号7。
清水 蓮（しみず れん）
ポジションはディフェンダー。背番号6。
対聖蹟戦前半、頭に血が上り滅茶苦茶に動く松本をフォローし走り回り、ハーフタイムで大きく息を切らしていた。
舘 憲祐（たち けんすけ）
ポジションはディフェンダー。背番号3。
椿 智也（つばき ともなり）
ポジションはディフェンダー。背番号2。
重山 遊太（しげやま ゆうた）
ポジションはディフェンダー。背番号5。
朝岡 高洋（あさおか たかひろ）
ポジションはゴールキーパー。背番号1。
小川 航平（おがわ こうへい）
ポジションはミッドフィルダー。背番号11。

### ひよ高
GWの合宿に参加。高校の正式名は不明。

### 大宮実業高校
GWの合宿に参加。水樹によく走るいいチームと言われるが、1年生中心の聖蹟に4-0で敗北。大宮実業高校のマネージャー曰く、「完全に走り負け」。

### 赤田西
大阪府の高校。夏の合宿に参加。
新堂 翔也（しんどう しょうや）
「浪速の狼」と呼ばれている。赤田西の中心選手。

### 紫原高校
鹿児島県の高校。夏の合宿に参加。
阿久根 勇人（あくね ゆうと）
2トップの一角。

### 竜真学院
栃木県の高校。無名だったが、1年にスーパーゴールキーパーが入った。夏の合宿に参加。
鬼怒川 恵（きぬがわ めぐみ）
声 - 笹沼尭羅
1年生。ポジションはGK。夏の合宿、はじめの3試合を無失点に抑える。その後の聖蹟戦ではファインセーブを見せるも4失点で敗北する。
性格はマイペースで、突然カップ麺を食べ出す。

### 房総学園
千葉県の高校。夏の合宿に参加しており、聖蹟の初戦の相手。全国大会にも出場しているが桜高に敗北。
近藤 四郎（こんどう しろう）
声 - 大原崇
MF、3年生。背番号10番。房総学園のキャプテンにしてエース。国体選手。

### 玄武高校
愛知県の高校。俊足の皆実を生かした速攻が武器。夏の合宿に参加。
皆実 玲雄（みなみ れお）
声 - 伊藤節生
FW、背番号10番。俊足を武器とする。黒髪で常にキラキラしているため、灰原から「キラキラ野郎」と言われる。

### 四条学園
京都府の高校。「繋ぐサッカー」に定評がある。夏の合宿に参加。
鏡 史伝（かがみ しでん）
2年生エース。

### 香川工業
香川県の高校。夏の合宿に参加。
藤沢 蒼隼（ふじさわ あおと）
病床から復帰した奇跡の男。「四国サッカー界の至宝」と呼ばれている。ドレッドヘアーが特徴。

### その他
柄本 のぞみ（つかもと のぞみ）
声 - 種﨑敦美
身長151センチメートル。体重39キログラム。血液型A型。誕生日は11月3日。出身地は東京都。特技は折り紙。
好きなものはカラメルソースと子供で、苦手なものはトンネル。好きな言葉は「七転び八起き」。
つくしの母親で、車椅子で生活しながら児童センターで働いている。夫とは死別しており、女手一つでつくしを育ててきた。
風間 暁子（かざま あきこ）
声 - 生天目仁美
風間の母親で気弱そうな伏し目がちの目付きの持ち主。何らかの理由で風間とは別居しているらしい。日傘を差して夏合宿を密かに見に来ていた所、対抗試合中の風間と出会い、風間の足を負傷する瞬間の目撃者の一人となる。
風間 有紀（かざま ゆき）
風間の妹。つぶらな目が特徴の中学3年生の女の子。初対面の生方や小百合に対し、お土産を渡し挨拶をするしっかりした性格。サッカーに詳しく、観戦中の小百合たちに試合の状況やサッカー用語の説明をしている。風間のことは「お兄(にい)」と呼んでいる。聖蹟対一星戦では、君下のことを「聖蹟の良心」と評し、聖蹟対梁山戦では「聖蹟のイケメン」に1票入れている。東京の高校に入学することを考えており、聖蹟対梁山戦後は、生方に対し聖蹟に入学しサッカー部のマネージャーをしたいと話している。PCの扱いに長けており、聖蹟対梁山戦のビデオを編集し、さらに演出を加えて、監督や部員たちを絶賛させた。
成神 夏（なるかみ なつ）
大学1年生。桜木高校サッカー部OGで元マネージャー。蹴治の姉。誕生日は8月3日。血液型O型。出身地は東京都。特技は習字。好きなものははちみつで、嫌いなものは箸の持ち方が汚い人。好きな言葉は「今ここ、とことん全力」。
猪原 由香（いのはら ゆか）
猪原の年の離れた妹。全国大会出場の祝勝会に猪原に連れてこられた。その際、親子ではという疑いをかけられた。
来須 恒之（くるす つねゆき）
来須の祖父。
水樹 慶一（みずき けいいち）
水樹の祖父。故人。
保科 満（ほしな みつる）
東院のOBであり保科の兄。保科三兄弟の長男でJリーガー。大阪のチームに所属。保科をチームに誘う。
保科 聖也（ほしな せいや）
東院のOBであり保科の兄。保科三兄弟の次男で大学得点王。浦を自らが所属する大学のサッカーチームに誘う。
千手 理人（せんじゅ りひと）
大学2年生。椿原実業高校サッカー部OB。誕生日は3月16日。血液型AB型。出身地は東京都。特技はキャベツの千切り。好きなものは無失点で、嫌いなものはヘリコプター。好きな言葉は「ノーアタック、ノーチャンス」。近藤のGKの師匠でもある。大学生ではあるが小柄な体格であり、浦からは大学生であることを驚く程。選手権での近藤の凡ミスによる失点時には近藤に説教しようとピッチに乱入し、実況者から「興奮した子供」と言われてしまった。

## 書誌情報

### 単行本
- 安田剛士『DAYS』 講談社〈講談社コミックス〉、全42巻
  1. 2013年7月17日発売[10]、ISBN 978-4-06-384898-4
  2. 2013年9月17日発売[11]、ISBN 978-4-06-394933-9
  3. 2013年11月15日発売[12]、ISBN 978-4-06-394970-4
  4. 2014年1月17日発売[13]、ISBN 978-4-06-395001-4
  5. 2014年3月17日発売[14]、ISBN 978-4-06-395034-2
  6. 2014年5月16日発売[15]、ISBN 978-4-06-395083-0
  7. 2014年7月17日発売[16]、ISBN 978-4-06-395129-5
  8. 2014年9月17日発売[17]、ISBN 978-4-06-395201-8
  9. 2014年12月17日発売[18]、ISBN 978-4-06-395267-4
  10. 2015年2月17日発売[19]、ISBN 978-4-06-395319-0
  11. 2015年4月17日発売[20]、ISBN 978-4-06-395378-7
  12. 2015年7月17日発売[21]、ISBN 978-4-06-395434-0
  13. 2015年9月17日発売[22]、ISBN 978-4-06-395494-4
  14. 2015年11月17日発売[23]、ISBN 978-4-06-395536-1
  15. 2016年1月15日発売[24]、ISBN 978-4-06-395583-5
  16. 2016年4月15日発売[25]、ISBN 978-4-06-395649-8
  17. 2016年6月17日発売[26]、ISBN 978-4-06-395691-7
  18. 2016年8月17日発売[27]、ISBN 978-4-06-395733-4
    - オリジナルバッグ付き限定版 同日発売[28]、ISBN 978-4-06-358837-8

  19. 2016年10月17日発売[29]、ISBN 978-4-06-395780-8
  20. 2017年1月17日発売[30]、ISBN 978-4-06-395852-2
  21. 2017年3月17日発売[31]、ISBN 978-4-06-395893-5
    - オリジナルアニメーションDVD付き限定版 同日発売[32]、ISBN 978-4-06-397016-6

  22. 2017年5月17日発売[33]、ISBN 978-4-06-395943-7
    - オリジナルアニメーションDVD付き限定版 同日発売[34]、ISBN 978-4-06-397017-3

  23. 2017年8月17日発売[35]、ISBN 978-4-06-510115-5
    - オリジナルTシャツ付き限定版 同日発売[36]、ISBN 978-4-06-510204-6

  24. 2017年10月17日発売[37]、ISBN 978-4-06-510245-9
    - 特製ペットボトルホルダー付き限定版 2017年10月13日発売[38]、ISBN 978-4-06-510445-3

  25. 2017年12月15日発売[39]、ISBN 978-4-06-510549-8
  26. 2018年3月16日発売[40]、ISBN 978-4-06-511074-4
    - オリジナルアニメーションDVD付き限定版 同日発売[41]、ISBN 978-4-06-510691-4

  27. 2018年5月17日発売[42]、ISBN 978-4-06-511414-8
    - オリジナルアニメーションDVD付き限定版 同日発売[43]、ISBN 978-4-06-510692-1

  28. 2018年7月17日発売[44]、ISBN 978-4-06-511797-2
    - オリジナルアニメーションDVD付き限定版 同日発売[45]、ISBN 978-4-06-512602-8

  29. 2018年9月14日発売[46]、ISBN 978-4-06-512602-8
  30. 2018年11月16日発売[47]、ISBN 978-4-06-513247-0
  31. 2019年2月15日発売[48]、ISBN 978-4-06-513873-1
  32. 2019年4月17日発売[49]、ISBN 978-4-06-514880-8
  33. 2019年6月17日発売[50]、ISBN 978-4-06-515307-9
  34. 2019年8月16日発売[51]、ISBN 978-4-06-516229-3
  35. 2019年11月15日発売[52]、ISBN 978-4-06-517313-8
  36. 2020年1月17日発売[53]、ISBN 978-4-06-517884-3
  37. 2020年3月17日発売[54]、ISBN 978-4-06-518516-2
  38. 2020年5月15日発売[55]、ISBN 978-4-06-518849-1
  39. 2020年8月17日発売[56]、ISBN 978-4-06-520327-9
  40. 2020年10月16日発売[57]、ISBN 978-4-06-521009-3
  41. 2020年12月17日発売[58]、ISBN 978-4-06-521484-8
  42. 2021年3月17日発売[59]、ISBN 978-4-06-522216-4
    - 小冊子付き特装版 同日発売[60]、ISBN 978-4-06-522653-7
- 安田剛士『DAYS -fragment-』 講談社〈講談社コミックス〉、2022年2月17日発売[61]、ISBN 978-4-06-526647-2
- 安田剛士（原作）、音羽さおり（漫画）『DAYS外伝』 講談社〈講談社コミックス〉、全4巻
  1. 2017年3月17日発売[62]、ISBN 978-4-06-395894-2
  2. 2017年8月17日発売[63]、ISBN 978-4-06-510107-0
  3. 2018年3月16日発売[64]、ISBN 978-4-06-511069-0
  4. 2018年5月17日発売[65]、ISBN 978-4-06-511778-1

### 小説
- 石崎洋司『DAYS』 講談社〈青い鳥文庫〉既刊3巻（2018年2月24日現在）
  1. 『DAYS（1）-出会い-』2017年3月10日発売[66]、ISBN 978-4-06-285612-6
  2. 『DAYS（2）-インターハイへの戦い-』2017年8月10日発売[67]、ISBN 978-4-06-285649-2
  3. 『DAYS（3）-再スタートの夏-』2018年2月24日発売[68]、ISBN 978-4-06-285681-2

### 関連書籍
- 安田剛士『DAYS 公式ガイドブック スカウティングノート』2016年10月17日発売[69]、ISBN 978-4-06-393085-6

## テレビアニメ
2016年7月より12月まで、MBS、TOKYO MX、BS11、アニマックス他にて放送された。全国高校サッカー選手権大会東京予選準決勝となる京王河原戦までがアニメ化された。第12話の翌週は『特別番組「DAYS〜それだけで僕達はどこまでも走れる気がするんだ〜」』と題した聖蹟1年生担当声優らによる実写特番を放送。柄本つくし役の吉永拓斗をメインに据えて作品と自身の二つの「成長」を主題としている。
最終回の後、東京予選決勝となる東院学園戦のアニメ化が発表。約1年3ヶ月後となる2018年3月より、原作単行本限定版に付属するオリジナルアニメーション（OVA）として順次リリース（全3巻）。上記のとおりテレビアニメ最終回から直接続く試合を描く、事実上の「テレビシリーズ完結編」と位置付けられている。

### スタッフ
- 原作 - 安田剛士
- 監督・シリーズ構成 - 宇田鋼之介
- 副監督 - 境宗久
- キャラクターデザイン - 中澤一登
- 総作画監督 - 新沼大祐、西村理恵
- 美術監督 - 木下了香
- 美術設定 - 天田俊貴
- 色彩設計 - 鎌田千賀子
- 撮影監督 - KIM BOO CHEOL、藤田智史
- CG監督 - 川田和賜
- 編集 - 奥田浩史
- 音響監督 - 三間雅文、中嶋聡彦
- 音楽 - 池頼広
- 音楽制作 - ポニーキャニオン
- 音楽プロデューサー - 三輪靖史、横尾勇亮
- プロデューサー - 坪井亮祐、立石謙介、川添千世、遠藤哲哉、亀井博司、北澤史隆、成毛克憲、大和田智之、田中葉子、相島豪太
- アニメーションプロデューサー - 大塚学
- アニメーション制作 - MAPPA
- 製作 - 「DAYS」製作委員会（ポニーキャニオン、講談社、電通、毎日放送、TOKYO MX、BS11、アニマックスブロードキャスト・ジャパン、ローソンHMVエンタテイメント、アニマティック）

### 主題歌
「Wake We Up」
第1クールオープニングテーマ。作詞・作曲は竹縄航太、編曲はHOWL BE QUIETと横山裕章、歌はHOWL BE QUIET。
「Higher Climber」
第2クールオープニングテーマ。作詞・作曲は竹縄航太、編曲はHOWL BE QUIETとJeff Miyahara、歌はHOWL BE QUIET。
「EVERLASTING DAYS」
第1クールおよび最終話エンディングテーマ。作詞はeNu、作曲・編曲は宮崎誠、歌は柄本つくし（吉永拓斗）、風間陣（松岡禎丞）、水樹寿人（浪川大輔）、君下敦（小野大輔）、大柴喜一（宮野真守）による「聖蹟高校サッカー部」。
「DAYS」
第2クールエンディングテーマ。作詞・作曲は山内彰馬、編曲はShout it Outと柳沢亮太、歌はShout it Out。

### 各話リスト
| 話数     | サブタイトル                                       | 脚本             | 絵コンテ       | 演出             | 作画監督 | アクション 作画監督 |
| -------- | -------------------------------------------------- | ---------------- | -------------- | ---------------- | --- | ------------------- |
| 1st day  | それだけで僕はどこまでも走れる気がするんだ         | ふでやすかずゆき | 境宗久         | 境宗久           | 新沼大祐 | 興村忠美 高澤美佳   |
| 2nd day  | 夢の一員になりたい                                 | ふでやすかずゆき | 岡田達也       | 黒田晃一郎       | 川島尚 | 高澤美佳            |
| 3rd day  | お前とサッカーするのはめちゃくちゃ楽しいぜバカ野郎 | 高屋敷英夫       | 二瓶勇一       | えんどうてつや   | 北村友幸 | 高澤美佳            |
| 4th day  | 命かけて僕は生きたいんです                         | 浦畑達彦         | 中村哲治       | 久藤瞬           | 吉田正幸、服部憲知 北村友幸、大津直                                                                         | 高澤美佳            |
| 5th day  | だから僕はこれからも走るよ風間くん                 | 水上清資         | 境宗久         | 牧田佳織         | 松岡秀明、南東寿幸 中山由美、下川寿士 高澤美佳                                                              | 興村忠美 高澤美佳   |
| 6th day  | 誰かのために走ります それが僕の目指すサッカーです  | ふでやすかずゆき | 竹之内和久     | えんどうてつや   | 北村友幸 | -                   |
| 7th day  | せめて少しでも恩返しがしたい                       | 高屋敷英夫       | 岡田達也       | 黒田晃一郎       | 大津直、吉田正幸 青木里枝                                                                                   | 高澤美佳            |
| 8th day  | ハマればアイツは弾丸になる                         | 浦畑達彦         | 久藤瞬         | 久藤瞬           | 新藤祐、窪敏 Park Sang Wook Ha Yeun Jung                                                                    | -                   |
| 9th day  | お前の声が届くトコまですぐ押し上げてやる           | 高屋敷英夫       | 竹之内和久     | タチバナコウスケ | 袴田裕二 | 興村忠美            |
| 10th day | この程度の挫折ごときで俺は負けない                 | 高屋敷英夫       | 竹之内和久     | うえだしげる     | 北村友幸、大津直 阿比留隆彦                                                                                 | 高澤美佳            |
| 11th day | この輝くような日々を明日に繋げるために             | 高屋敷英夫       | 竹之内和久     | 久藤瞬           | 高澤美佳、窪敏 松岡秀明                                                                                     | -                   |
| 12th day | もう誰にも下は向かせない                           | 村越繁           | 宇田鋼之介     | 宇田鋼之介       | 山口飛鳥 | 高澤美佳            |
| 13th day | お前は前だけ見てればいい                           | ふでやすかずゆき | 宍戸淳         | 牧田佳織         | 種村綾隆、吉田正幸 北村友幸、大津直                                                                         | -                   |
| 14th day | 全力で俺の椅子を奪いに来い                         | 水上清資         | 宍戸淳         | うえだしげる     | 山口飛鳥、服部憲知 青木里枝、新藤祐                                                                         | 窪敏                |
| 15th day | きっとこれ以上聖蹟にいてはいけない                 | 水上清資         | 境宗久         | 南康宏           | 北村友幸、吉田正幸 大津直、青木里枝 南東寿幸                                                                | 高澤美佳            |
| 16th day | 億千万と打ち寄せる波                               | 浦畑達彦         | まついひとゆき | 牧田佳織         | 窪敏、袴田裕二 本田敬一、服部憲知                                                                           | 高澤美佳            |
| 17th day | 俺はこのチームが好きっス                           | 村越繁           | 境宗久         | 菱川直樹         | 大津直、松岡秀明 北村友幸、新藤祐 池津寿恵、高澤美佳                                                        | 高澤美佳            |
| 18th day | 教えてくれよ君下 お前ならできるだろ？              | 村越繁           | 境宗久         | 境宗久           | 種村綾隆、柴田志朗 吉田正幸、青木里枝 南東寿幸、新沼大祐 高澤美佳、窪敏                                     | 窪敏                |
| 19th day | ついて来い 全国まで一直線だ                        | 村越繁           | 中村哲治       | うえだしげる     | 小泉初栄、本田敬一 大津直、池津寿恵                                                                         | -                   |
| 20th day | 聖蹟をなめるなよ                                   | ふでやすかずゆき | 二瓶勇一       | 牧田佳織         | 新沼大祐、吉田正幸 青木里枝、小泉初栄 窪敏、北村友幸 池津寿恵、津熊健徳                                     | -                   |
| 21st day | 面白ぇよな サッカーは                              | 村越繁           | 竹之内和久     | 菱川直樹         | 青木里枝、大津直 小泉初栄、南東寿幸 飯飼一幸、津熊健徳 松岡秀明、高澤美佳                                   | 高澤美佳            |
| 22nd day | 今は俺が聖蹟のキャプテンだ                         | 村越繁           | 竹之内和久     | 竹之内和久       | 新沼大祐、吉田正幸 小泉初栄、池津寿恵 窪敏、北村友幸 松岡秀明、日高真由美 本田敬一、南東寿幸                | -                   |
| 23rd day | 僕だって、聖蹟サッカー部の一員なんだ               | 村越繁           | 宇田鋼之介     | 境宗久           | 大津直、窪敏 高澤美佳、服部憲知 青木里枝、南東寿幸 武智敏光、津熊健徳 小泉初栄、池津寿恵 新沼大祐、吉田正幸 | -                   |
| 24th day | このチームでもっとサッカーがしたい                 | 水上清資         | 宇田鋼之介     | 宇田鋼之介       | 小泉初栄、北村友幸 袴田裕二、本田敬一 吉田正幸                                                              | -                   |

### 放送局
| 放送期間                     | 放送時間                     | 放送局       | 対象地域   | 備考                                                      |
| ---------------------------- | ---------------------------- | ------------ | ---------- | --------------------------------------------------------- |
| 2016年7月3日 - 12月18日      | 日曜 2:58 - 3:28（土曜深夜） | 毎日放送     | 近畿広域圏 | 製作委員会参加 / 字幕放送 / 『アニメシャワー』第3部       |
|                              | 日曜 23:30 - 24:00           | TOKYO MX     | 東京都     | 製作委員会参加 / リピート放送あり                         |
| 2016年7月4日 - 12月19日      | 月曜 1:00 - 1:30（日曜深夜） | BS11         | 日本全域   | 製作委員会参加 / BS放送 / 『ANIME+』枠 / リピート放送あり |
| 2016年8月4日 - 2017年1月28日 | 木曜 19:00 - 19:30           | アニマックス | 日本全域   | 製作委員会参加 / BS/CS放送 / 字幕放送 / リピート放送あり  |

| 配信開始日   | 配信時間        | 配信サイト |
| ------------ | --------------- | --- |
| 2016年7月4日 | 月曜 12:00 更新 | GYAO! |
| 2016年7月6日 | 水曜 12:00 更新 | バンダイチャンネル hulu UULA J:COMオンデマンド ひかりTV U-NEXT Amazonプライム・ビデオ 楽天ショウタイム ムービーフル OnGenムービー フジテレビオンデマンド ベストヒットアニメ動画 dアニメストア dTV ゲオチャンネル auビデオパス TSUTAYATV アニメ放題 PSビデオ ビデオマーケット ムービーフルPLUS ベストヒット動画 Playストア |

### 日本国外での放送
時間帯は全て現地時間。
香港
2017年8月3日から2017年10月20日にかけて、無綫電視翡翠台にて、『DAYS!綠茵小球王』のタイトルで毎週木曜、金曜の17時20分-17時50分に放送。広東語 & 日本語二ヶ国語放送、繁体字字幕あり。

### BD / DVD
| 巻 | 発売日         | 収録話          | 規格品番   | 規格品番   |
| 巻 | 発売日         | 収録話          | BD         | DVD        |
| -- | -------------- | --------------- | ---------- | ---------- |
| 1  | 2016年10月19日 | 第1話 - 第3話   | PCXG-50581 | PCBG-52991 |
| 2  | 2016年11月16日 | 第4話 - 第6話   | PCXG-50582 | PCBG-52992 |
| 3  | 2016年12月21日 | 第7話 - 第9話   | PCXG-50583 | PCBG-52993 |
| 4  | 2017年1月18日  | 第10話 - 第12話 | PCXG-50584 | PCBG-52994 |
| 5  | 2017年2月15日  | 第13話 - 第15話 | PCXG-50585 | PCBG-52995 |
| 6  | 2017年3月15日  | 第16話 - 第18話 | PCXG-50586 | PCBG-52996 |
| 7  | 2017年4月19日  | 第19話 - 第20話 | PCXG-50587 | PCBG-52997 |
| 8  | 2017年5月17日  | 第21話 - 第22話 | PCXG-50588 | PCBG-52998 |
| 9  | 2017年6月21日  | 第23話 - 第24話 | PCXG-50589 | PCBG-52999 |

### CD
| タイトル                                                                    | 発売日         | 規格品番   |
| --------------------------------------------------------------------------- | -------------- | ---------- |
| キャラクターソングシリーズVOL.01 「Run or Run!」 柄本つくし(CV.吉永拓斗)    | 2016年9月7日   | PCCG-70323 |
| キャラクターソングシリーズVOL.02 「ENJOYMENT」 風間陣(CV.松岡禎丞)          | 2016年9月7日   | PCCG-70324 |
| キャラクターソングシリーズVOL.03「BURNING SPIRITS」水樹寿人(CV.浪川大輔)    | 2016年10月5日  | PCCG-70328 |
| キャラクターソングシリーズVOL.04「FIGHTING ROAD」君下敦(CV.小野大輔)        | 2016年11月16日 | PCCG-70343 |
| キャラクターソングシリーズVOL.05「Don’t think feel!!」大柴喜一(CV.宮野真守) | 2016年11月16日 | PCCG-70344 |
| オリジナル・サウンドトラック                                                | 2016年11月16日 | PCCG-01560 |

### Webラジオ
『RADIO DAYS』は、2016年7月1日から2017年1月27日まで音泉にて毎週金曜日に配信された番組。パーソナリティは柄本つくし役の吉永拓斗。特記が無い限りは公式サイト の記述に基づく。

#### ゲスト
- 第1回：松岡禎丞（風間陣 役）、浪川大輔（水樹寿人 役）
- 第2回、第3回、第18回、第19回：濱野大輝（速瀬 隆伸 役）
- 第4回：小野大輔（君下敦 役）
- 第5回、第6回：豊永利行（今帰仁 翔 役）
- 第7回：室元気（笠原淳平 役）、竹縄航太（歌手：HOWL BE QUIET）
- 第8回：室元気（笠原順平 役）
- 第9回、第10回：石川界人（新渡戸哲也 役）
- 第11回、第12回：小松昌平（佐藤栄樹 役）、寺島惇太（鈴木栄太 役）
- 第13回：宮野真守（大柴喜一 役）
- 第14回、第17回、第24回、第26回：松岡禎丞（風間陣 役）
- 第15回、第16回、第29回：浪川大輔（水樹寿人 役）
- 第20回：下野紘（灰原二郎 役）
- 第21回：小西克幸（中澤勝利 役）
- 第22回、第23回：岡部涼音（白鳥直樹 役）
- 第25回：櫻井孝宏（臼井雄太 役）
- 第27回：吉野裕行（来須浩之 役）
- 第28回：安元洋貴（猪原進 役）

#### コーナー
- ふつおた - テーマを設けないリスナーからの各コーナー以外へのお便り。
- 吉永拓斗 ストライカーへの道 - 吉永演じるつくしのようにストライカーに必要な、「シュート」「パス」「スピード」「フィジカル」「メンタル」「コンビネーション」のスキルにちなんだリスナーから提示されたゲームに挑戦し、成功した分だけパラメータを上げていくコーナー。
- 僕達の3本の矢!!! - 作中で聖蹟高校サッカー部の3本の矢と言われる水樹、大柴、風間にちなんで、リスナーの個人的なスリートップを投稿するコーナー。
- ゴール!ゴール!!ゴール!!! - リスナーが日常生活で目撃した、印象に残った、思わず「ゴール」と叫びたくなるようなエピソードを、パーソナリティがどれくらい共感できたかを「ゴール！」のコールで判定するコーナー。